# Pseudogoodyera
Pseudogoodyera là một chi thực vật có hoa trong họ, Orchidaceae.